# Amateurtheater

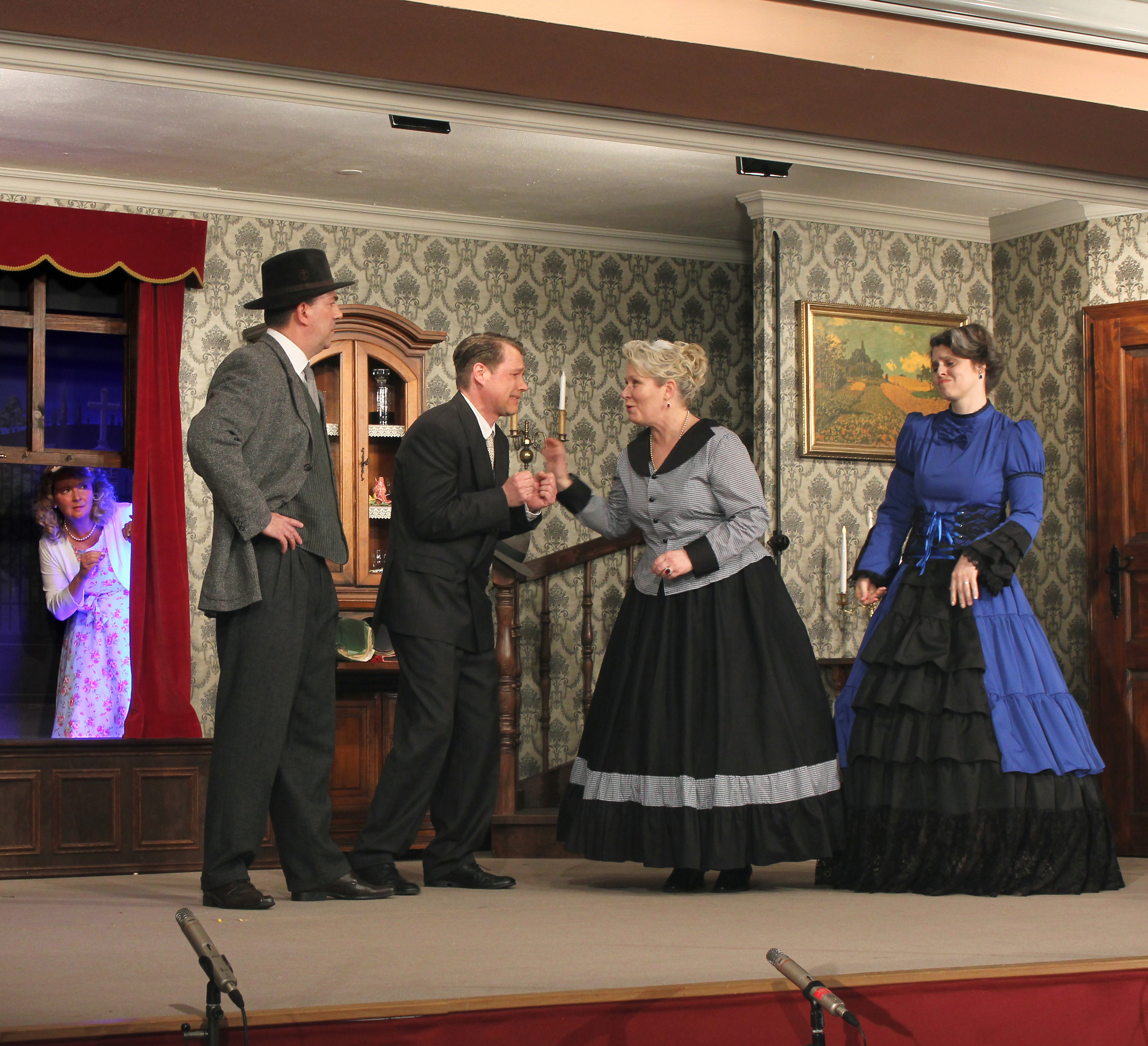
Arsen und Spitzenhäubchen, Aufführung der Kolping-Theatergruppe Kärlich, 2016

Der Begriff Amateurtheater bezeichnet zweierlei. Zum einen versteht man unter Amateurtheater eine Gruppe (bzw. mehrere Gruppen) von Menschen, die nicht-beruflich Theater spielen. Zum anderen gilt Amateurtheater als Sammelbegriff für alle so zustande gekommenen Ausdrucksformen theatralen Spiels.
In Amateurtheatern Aktive betonen gerne die Unterscheidung zum Laientheater oder Laienspiel, worunter in diesem Zusammenhang die schauspielerischen Aktivitäten von Gruppen verstanden werden, deren Hauptzweck nicht das Theaterspiel ist (z. B. das alljährliche Weihnachtsspiel einer Jugendgruppe). In der Umgangssprache werden beide Begriffe oft synonym verwendet.
Der weltweite Dachverband der Amateurtheater ist die International Amateur Theatre Association.

## Amateurtheater in Deutschland
In Deutschland sind vereinsrechtlich organisierte Amateurtheater unter den Dachverbänden Bund Deutscher Amateurtheater (BDAT) und Bundesarbeitsgemeinschaft Spiel und Theater (BAG) zusammengefasst. Darüber hinaus gibt es die Arbeitsgemeinschaft der deutschsprachigen Amateurtheaterverbände sowie mundartlich orientierte Amateurbühnen, die beispielsweise im Norden der Republik die niederdeutsche Sprache – also das Plattdeutsche – pflegen.
Die niederdeutschen Amateurbühnen sind in vier Bühnenbünde zusammengefasst: dem Amateurtheaterverband Niedersachsen e. V., dem Niederdeutschen Bühnenbund Niedersachsen und Bremen (NBB NB), dem Niederdeutschen Bühnenbund Schleswig-Holstein (NBB SH) und dem Niederdeutschen Bühnenbund Mecklenburg-Vorpommern (NBB MV). Ziel des Niederdeutschen Bühnenbundes ist es, über das Theaterspiel die niederdeutsche Sprache zu erhalten und zu pflegen. Der Niederdeutsche Bühnenbund betreibt die Weiterentwicklung des niederdeutschen Theaters, da das Theater der größte Multiplikator für die niederdeutsche Sprache ist. Die dem Niederdeutschen Bühnenbund angeschlossenen Bühnen sind eigenständig und arbeiten meist unter professioneller Anleitung. Sie erfüllen ihre Arbeit auf ideeller und gemeinnütziger Basis.

## Geschichte
Erste professionelle Theatergruppen manifestierten sich im 16. Jahrhundert in Deutschland. Gleichzeitig gab es eine rege kirchliche Theaterkultur, etwa die des Jesuitenordens. Das höfische Theater kam hinzu. Die ersten Theatergruppen auf Basis von Vereinen entstanden Ende des 18. Jahrhunderts.
Der 1655 gegründete Dramatische Verein Biberach am Riß nennt sich den ältesten Amateurtheaterverein Deutschlands.
Der Bund deutscher Amateurtheater, der 1892 gegründet wurde, geht auf die 100 Jahre zuvor in Berlin gegründete Privat-Theater-Gesellschaft Urania von 1792 zurück.

## In anderen Ländern
In Österreich sind die Amateurtheater im ÖBV Theater, einem Dachverband mit Mitgliedsverbänden aus Bundesländern, organisiert.